# Nagorno-Karabachs flagga
Nagorno-Karabachs flagga för utbrytarstaten Nagorno-Karabach består av precis av samma färger som Armeniens flagga, med tre horisontella band i rött, blått och orange, men med ett tillägg av ett vitt mönster. Det finns många förklaringar till vad färgerna symboliserar, men en som är brett accepterad är att rött står för blodet som armenierna spillde när de försvarade sitt land, blått står för himlen och orange för landets goda jord. Den vita triangeln symboliserar att Nagorno-Karabach är en del av Armenien. Flaggan antogs 2 juni 1992.
Flaggan har samma färger som Armeniens flagga. Armeniens regering har dock inte fastslagit några exakta nyanser.